# Nazareno Sasia
Nazareno Uriel Sasia (Cerrito, Entre Ríos, 5 de enero de 2001) es un atleta argentino especialista en pruebas de lanzamientos.

## Trayectoria
En 2015 fue campeón nacional en lanzamiento de bala en la categoría cadete con una marca de 15,89 que fue récord nacional, en el torneo realizado en Resistencia, Chaco.
Obtuvo dos medallas de oro en los Juegos Suramericanos de la Juventud de Santiago 2017 en las pruebas de lanzamiento de bala y de disco masculino.
En julio de 2018 compitió en el Campeonato Sudamericano u18 en Cuenca, Ecuador, donde obtuvo la medalla de oro en lanzamiento de bala con una marca de 21,40 m y la medalla de plata en lanzamiento de disco con 57,19 m. Esta actuación le permitió estar en la cima del ranking júnior en lanzamiento de bala.
Participó en los Juegos Olímpicos de la Juventud 2018, donde obtuvo la medalla de oro en lanzamiento de bala de 5 kg, con un registro de 21,94 m que fue su mejor marca personal y récord sudamericano sub-18.
Su primer entrenador fue Marcelo Borghello y actualmente es Sergio Alfonsini.